# 世志琥
世志琥（よしこ、1993年7月26日 - ）は、日本の女性プロレスラー。東京都葛飾区出身。SEAdLINNNG所属。血液型A型。

## 所属
- スターダム（2011年 - 2015年）
- SEAdLINNNG（2016年 - ）

## 来歴

### 小学生
小学生時代は風香のファンであった。

### 中学生
中学生時代は2年生から学校に通わなくなり、家に帰らず仲間とたむろしていたため毎晩コンビニで補導されていた。
中学卒業後は働いていたが、2010年5月に風香のブログにメッセージを送った際にスカウトされ、スターダムに参加する。

### スターダム
2011年
1月23日、世IV虎として、新木場1stRINGで開催された「スターダム旗揚げ戦」のメインイベントで美闘陽子と対戦し敗れたが、デビュー戦で将来性を期待させる内容の試合を見せた。
2月12日、旗揚げ2戦目となった新木場1stRING大会で、夏樹☆たいようとのタッグで美闘&愛リス組と対戦。ダイビング・セントーンからのヤンキー座り固めで美闘に勝利し、早くもリベンジを果たす。
以降も夏樹とタッグを組み、2人の出身地が名前の由来であるタッグチーム「川崎葛飾最強伝説」として活動。また、山縣優も加わって「トラブルメーカー2」としても活動した。
10月27日、センダイガールズプロレスリング主催の「女子プロレス団体対抗 Flashトーナメント」で決勝に進出するが、仙女の花月に敗れ準優勝（タッグパートナーは高橋奈苗）。
12月11日、新木場1stRINGで行われたルーキー・オブ・スターダム2011で、星輝ありさを破り優勝し初代新人王となった。
2012年
1月8日、TDCホールで行われたブル中野引退興行に出場（高橋奈苗&里村明衣子&さくらえみ 対 栗原あゆみ&世IV虎&藤本つかさ）。
4月12日、ルーキー・オブ・スターダム2011で優勝し新人王となった副賞として、アース・スター コミックスの「世界でいちばん強くなりたい!」第2巻に実名で登場。
8月18日、DDTプロレスリング日本武道館大会「武道館ピーターパン」の5vs5サッカーマッチに出場。
11月25日、新木場1stRINGで行われたGODDESSES OF STARDOM2012で、夏樹☆たいようと組んだ川崎葛飾最強伝説で優勝。同時に第2代ゴッデス・オブ・スターダム王座も獲得し、世IV虎にとって初のベルトを手にした。
2013年
4月29日、両国国技館で行われた愛川ゆず季引退試合の相手を務めた。
8月18日、DDTプロレス両国国技館大会「両国ピーターパン2013」の6人タッグマッチに出場。この試合は赤井沙希デビュー戦として行われた（マサ高梨&チェリー&赤井沙希 対 福田洋&世IV虎&志田光）。
9月8日、TDCホールで行われたWRESTLE-1旗揚げ戦にシークレット参戦し、女子プロレスシングルマッチで岩谷麻優と対戦し勝利。
10月1日、後楽園ホールで行われた今井良晴リングアナ追悼興行に出場（高橋奈苗&脇澤美穂&夏樹☆たいよう 対 紫雷イオ&世IV虎&岩谷麻優）。
10月17日、センダイガールズ後楽園ホール大会の「超世代闘争【新星vs重鎮】シングルマッチ勝ち抜き戦8vs8」で、新星軍最後の8人目として登場し、重鎮軍8人目の里村明衣子を破り新生軍を勝利に導いた。
2014年
3月22日、大田区総合体育館で行われた長与千種プロデュース「That's女子プロレス」に参戦（ダンプ松本&KAORU&世IV虎 対 長与千種&花月&彩羽匠）。
7月12日、DDTプロレスえすぽわーる伊佐沼大会のDDT EXTREME級選手権アイドルランバージャックマッチで、挑戦者の男色ディーノが連れて来たアイドルとして登場し、ディーノのタイトル奪取に貢献した。
8月10日、後楽園ホール大会で紫雷イオからワールド・オブ・スターダム王座を奪取し、第4代王者となる。
2015年
2月22日、後楽園ホール大会で安川惡斗とワールド・オブ・スターダム王座の防衛戦を行った。試合開始直後、安川のパンチが世IV虎の顔面に入ったのが発端となり互いにノーガードの殴り合いに発展し、安川の出血処置のため一旦インターバルが取られた後も、世IV虎が馬乗りで拳打を叩き込み続け戦闘不能に追い込んだところで、安川のセコンドについていた木村響子がタオルを投入し世IV虎のTKO勝ちとなった。試合後、安川は都内の病院に救急搬送された。
2月25日、世IV虎とスターダムのロッシー小川代表、風香GMらが同席し記者会見を行った。ケンカマッチとなったことへの謝罪とともに、安川の診断結果が頬骨・鼻骨・左眼窩底骨折で両目の網膜しんとう症と発表された。過剰な攻撃で安川に大けがを負わせた世IV虎に対して、無期限出場停止およびワールド・オブ・スターダム王座剥奪の処分が下され、22日の王座戦も無効試合（ノーコンテスト）に変更となった。
5月31日、ロッシー小川代表が会見し、同日付で世IV虎の引退を発表。数回話し合いを重ね慰留したが、本人の意向を了承した。
6月14日、後楽園ホール大会に来場し引退セレモニーが行われた。その途中、紫雷イオ・岩谷麻優・はづき蓮王・渡辺桃・松本浩代がリングに上がり、慰留の言葉をかけた。世IV虎は困惑した表情を浮かべ、最後の挨拶をすると予定されていた10カウントゴングもなくリングを降りた。

### SEAdLINNNG
2016年
1月11日、SEAdLINNNG後楽園ホール大会で高橋奈七永 対 田中将斗の試合中、客席から私服姿でリングサイドに駆け寄りゲキを飛ばすとそのままセコンドに就き、試合後は敗れた高橋と一緒に退場した。
2月10日、2月1日付でSEAdLINNNG所属となり、リングネームを世志琥に改名し現役復帰することを発表。復帰戦は3月7日の後楽園ホール大会で、高橋奈七永とのシングルマッチとなった。
3月7日、後楽園ホール大会のメインイベントで高橋奈七永との一騎打ちを制し、1年ぶりの復帰戦を勝利で飾った。試合後、中島安里紗・山下りな・Sareeeから対戦要求された。
4月8日、センダイガールズ後楽園ホール大会に復帰後初参戦し、カサンドラ宮城との一騎討ちに勝利。
5月5日、ワールド女子プロレス・ディアナ後楽園ホール大会に参戦し、Sareeeとの初の一騎打ちに勝利。
6月5日、4月から始まったプロレスリングWAVEのCatch the WAVE2016に初出場し、予選リーグのシルバーグレーブロックと決勝トーナメント1回戦を勝ち上がり、同日の準決勝で水波綾と対戦したが敗れた。決勝進出を逃すとともに、復帰後初黒星を喫した。
9月28日、後楽園ホール大会でアジャ・コングと初の一騎打ちを行い敗れた。
2017年
1月8日、OZアカデミー新宿FACE大会にてアジャ・コングとタッグを結成。
2月11日、韓国・ソウルの奨忠体育館で行われた「ROAD FC 036」で総合格闘技（MMA）に初参戦し、1R 2分1秒TKO勝ちを収めた。
6月10日、韓国・ソウルの奨忠体育館で行われた「ROAD FC 039」で、2月に勝利したチュン・ソンユと再戦し、1R 4分47秒 アームロックで勝利しMMA2連勝となった。
8月24日、後楽園ホール大会で行われた「SEAdLINNNG ULTRA U-7 TOURNAMENT」の決勝で、彩羽匠に勝利し優勝。試合後、彩羽匠とのライバル関係をアピールした。
10月29日、OZアカデミー横浜文化体育館大会にて、松本浩代の持つOZアカデミー認定無差別級王座に挑戦し勝利、第21代王者となる。また、同王座の最年少戴冠記録を更新した。
12月23日、韓国・ソウルのグランドヒルトン・コンベンションセンターで行われた「ROAD FC 045 XX」でキム・ヨンギと対戦し、判定0-3で敗れMMA初黒星を喫した。全試合終了後に行われた年間表彰で、女子部門のルーキー・オブ・ザ・イヤー（年間最優秀新人賞）に選ばれた。
2018年
1月28日、超花火プロレス「電流爆破フェスティバル」大阪府立体育会館第2競技場大会にて、自身初の電流爆破デスマッチに挑戦。この試合は爆女王選手権試合の4WAYマッチとなり、長与千種（王者）・（挑戦者）藤田あかね・（挑戦者）ブードゥー・レディーマスクと対戦し、最後は藤田から勝利を奪い第2代王者となった。
5月16日、後楽園ホール大会で行われた「SEAdLINNNG ULTRA777 U-21 TAG TOURNAMENT」の決勝で、山下りなと組んだタッグチーム「BORDERLESS」が中島安里紗&藤本つかさ組を下し優勝。
7月25日、後楽園ホール大会で新設されたBEYOND THE SEA TAG TEAM王座初代王者決定戦を行い、山下とのタッグで高橋奈七永&藤本つかさ組に勝利し初代王者に就いた。
9月17日、OZアカデミー横浜文化体育館大会で、世志琥&山下りなの持つBEYOND THE SEA TAG TEAM王座と、尾崎魔弓&雪妃魔矢の持つOZアカデミー認定タッグ王座のダブルタイトルマッチが行われ、山下が雪妃に勝利しBORDERLESSがタッグ2冠王となる。
2019年
4月30日、アクトレスガールズ後楽園ホール大会で、安納サオリと初のシングルマッチを行い勝利。
6月28日、新木場1stRING大会で松本浩代と組み、高瀬みゆき&有田ひめかの持つBEYOND THE SEA TAG TEAM王座に挑戦し、世志琥が有田を破り第5代王者となった。
7月7日、センダイガールズ後楽園ホール大会で橋本千紘と初のシングルマッチを行い、両者リングアウト決着となった。
7月15日、DDT大田区大会において同所属の赤井沙希との対決を制す。
2020年
8月26日、SEAdLINNNG5周年記念 新宿フェイス大会に水波綾とのシングル戦とメインのタッグ戦（世志琥、松本浩代組対中島安里紗、藤本つかさ組）にダブルヘッダー出場。試合終了後、花束を持って現れたSareeeに決着戦を要求。9月24日の新宿大会で世志琥が持つビヨンドザシーシングル王座にSareeeの挑戦が決定。
9月24日、SEAdLINNNG 東京・新宿フェイス大会でビヨンドザシーシングル王座戦でSareeeと激突。初防衛に成功。
10月20日、SEAdLINNNG新木場大会でSareeeと初タッグ。アジャ・コング、花穂ノ利組に勝利。
11月4日、SEAdLINNNG後楽園ホール大会、挑戦者にアジャ・コングを迎えてビヨンドザシーシングル王座V2戦に出撃。最後は奥の手・カミゴェからのダイビングセントーンで3カウントを奪った。
11月9日、初代タイガーマスク主催「ストロングスタイルプロレス　Vol.7」東京・神田明神ホール大会にSareeeと鬼かな（鬼に金棒）タッグで出場。ZAP-I＆ZAP-T組に勝利。
12月17日、初代タイガーマスク主催「ストロングスタイルプロレス　vol.8」後楽園ホール大会にSareeeと鬼かな（鬼に金棒）タッグで出場。ジャガー横田、山下りな組に勝利。
12月24日、ドージョーチャクリキジャパン主催「日本骨髄バンクチャリティCHAKURIKI8 Girls Bravo ～X’mas女子サンタ決戦ｉｎ後楽園！！～」にSareeeとタッグでメインに出場。藤本つかさ、青木いつ希と対戦し勝利。
12月26日、スターダム後楽園大会に高橋奈七永と共に乱入、古巣のスターダムに対し、2021年の対戦を直訴した。
2021年
1月21日、SEAdLINNNG新木場大会にスターダムの岩谷麻優が乱入。要請を受けていた世志琥との対戦を受けて立つ意思を示した。
3月3日、古巣であるスターダムの日本武道館大会に出場。同期である岩谷麻優との激戦の末、最後は２段式ドラゴンスープレックスからムーンサルトプレスに敗れるも、岩谷とのライバル関係継続に意欲を示した。
3月9日、首と腰の古傷悪化のため欠場を発表。復帰時期は未定で、保持するビヨンドザシーシングル王座は返上することになった。
12月29日、SEAdLINNNG東京・後楽園ホール大会「SEAdLINNNG～2021年最終戦～」第4試合スペシャル6人タッグマッチの“X”として登場。スターダム日本武道館大会以来、実に約10カ月ぶりの復帰を果たした。
2022年
6月、練習中の怪我により、欠場となる。

## 人物
- スターダム時代はロングの金髪に眉毛を全て剃り落とした強面の顔が特徴だったが、アイドル好きというギャップのあるキャラクターとして、テレビのバラエティ番組などに出演していた。
- 1度目の引退後は、建設業の仕事をしていた[50]。
- 料理が趣味で特にお菓子作り好き、浜崎あゆみのファンという一面という事を有吉反省会出演時公言していた。
- 2020年上半期の新型コロナウイルス感染拡大と緊急事態宣言発令による興行自粛および自宅待機期間を利用し、SEAdLINNNG宣伝部長のあぃりDX（元全日本女子プロレスの今井良晴リングアナの娘）プロデュースによるお菓子作りやあゆ風メイクの動画などをSNSに投稿したところ話題を呼び、TwitterやTikTokのフォロワーを急激に増やした[51]。
- 大手食品メーカーとコラボレーションした、袋麺や缶コーヒーのレシピ動画をTikTok・Twitterで公開し話題となった[52]。

## 戦績
| 総合格闘技 戦績 | 総合格闘技 戦績 | 総合格闘技 戦績 | 総合格闘技 戦績 | 総合格闘技 戦績 | 総合格闘技 戦績 | 総合格闘技 戦績 |
| --------------- | --------------- | --------------- | --------------- | --------------- | --------------- | --------------- |
| 3 試合          | (T)KO           | 一本            | 判定            | その他          | 引き分け        | 無効試合        |
| 2 勝            | 1               | 1               | 0               | 0               | 0               | 0               |
| 1 敗            | 0               | 0               | 1               | 0               | 0               | 0               |

| 勝敗 | 対戦相手       | 試合結果               | 大会名         | 開催年月日     |
| ×    | キム・ヨンギ   | 5分2R終了 判定0-3      | ROAD FC 045 XX | 2017年12月23日 |
| ○    | チョン・ソンユ | 1R 4:49 アームロック   | ROAD FC 039    | 2017年6月10日  |
| ○    | チョン・ソンユ | 1R 2:01 KO（右フック） | ROAD FC 036    | 2017年2月11日  |

## 得意技
セントーン
ダイビング・セントーン
普段はコーナーのセカンドロープから飛ぶが、ここ一番ではコーナートップから飛ぶ。
ネック・ハンギング・ボム
シットダウン式で放ちフォールに行く技。
クローズライン
アティテュード・アジャストメント
上からヨシコ
リバーススプラッシュ。
世志琥ブラ
顎をクラッチする変型コブラツイスト。
世志ドン

## タイトル歴
スターダム
- ワールド・オブ・スターダム王座（第4代）
- ゴッデス・オブ・スターダム王座（第2代 w/ 夏樹☆たいよう）
- ルーキー・オブ・スターダム 優勝（2011年）
- GODDESSES OF STARDOM 優勝 （2012年 w/ 夏樹☆たいよう）

OZアカデミー女子プロレス
- OZアカデミー認定無差別級王座（第21代）
- OZアカデミー認定タッグ王座（第28代 w/ 山下りな）

超花火プロレス
- 爆女王（第2代）

SEAdLINNNG
- BEYOND THE SEA SINGLE王座（第4代）
- BEYOND THE SEA TAG TEAM王座（初代 w/ 山下りな、第5代 w/ 松本浩代、第7代 w/ Sareee）
- ULTRA U-7 TOURNAMENT 優勝（2017年）
- ULTRA777 U-21 TAG TOURNAMENT 優勝（2018年 w/ 山下りな）

## 入場曲
- そこんとこ世露IV苦!!（kuritaka） - スターダム時代
- Ding Ding Dong〜心の鐘〜（AK-69 a.k.a. Kalassy Nikoff） - スターダム時代
- NEW STORY -世志琥のテーマ-（Typhon Kaz） - SEAdLINNNG入団時から使用

## メディア出演

### テレビ
- 銭形金太郎（2011年9月28日、テレビ朝日）
- 踊る!さんま御殿!!（2012年5月8日、日本テレビ）
- スクール革命!（2012年5月20日、日本テレビ）
- ノンストップ!（2012年10月1日、フジテレビ）
- 森田一義アワー 笑っていいとも!（2012年10月18日、フジテレビ）
- あなたが主役 50ボイス（2013年3月7日、NHK総合）
- 紅リサーチ（2014年12月4日、テレビ朝日）
- 今夜もドル箱V（2015年3月18日、テレビ東京）
- 有吉反省会（2020年6月6日、日本テレビ）-悪役なのに乙女

### テレビドラマ
- ここが噂のエル・パラシオ（2011年10月 - 12月、テレビ東京） - ヒートのレスラー 役

### テレビアニメ
- 世界でいちばん強くなりたい! 第7話（2013年11月17日、ARMS制作） - 世IV虎 役[53]

### 漫画
- 世界でいちばん強くなりたい! 第2巻（2012年4月12日、アース・スター コミックス）[8]

### ウェブテレビ
- 極楽とんぼのタイムリミット（2019年7月、2020年4月、10月、ABEMA）